# 後社角集和宮
集和宮是臺灣臺南市學甲區秀昌里的一間廟宇，主祀保生大帝，陪祀神祇有中壇元帥、福德正神、猛虎大將、蜈蚣公等，是學甲後社角聚落的角頭廟，也是學甲慈濟宮上白礁謁祖與學甲刈香的基本參與廟宇之一。該廟之蜈蚣陣是著名的特色陣頭，獲文化部登錄為文化資產。

## 建廟沿革
清道光七年（1827年）時後社角十姓聯合集資予以興廟庇佑庄民，此乃後社角主要姓氏，分別為：劉、陳、柯、郭、史、蔡、周、林、蘇、黃等，又稱「十姓公」，廟宇是以公厝形式呈現，因此完成初時即稱為「十姓公廟」。後庄民認此廟為角頭廟，同時也是後社庄頭最早的庄頭廟宇。
建廟之後曾於光緒二十五年（1899年），因當時日人犯臺遭砲火焚毀，故而進行重修，在第一次重修又因時局勢不穩，諸多主體工事未能完備，導致日後結構不堪使用，故又於光緒二十八年（1902年）時再次進行第兩次重修。一直到日昭和4年（1929年），因舊廟結構出現多處漏損，地方人士（黃立、柯宗、郭達、林碖等人）便發起再度重建之提議，重建之後更改廟名為「集和宮」。
而今日集和宮廟宇的風貌，則是民國56年（1967年）所重建：重建的廟體仍以公厝形式呈現，新廟正立面的「福星拱照」、「麻姑獻瑞」及龍虎堵等彩繪圖像，乃為臺南府城廟宇彩繪師潘岳雄於1985年所作。

## 蜈蚣陣
集合宮為後社角最早的庄廟，當地聚落盛事「學甲上白礁」及「學甲刈香」皆可見得色彩繽紛的諸多藝閣；其中，蜈蚣陣即為集和宮的出閣陣頭。
起初之時，蜈蚣陣並不是由集和宮來承辦組陣，而是由下社角白礁宮所組成，且樣式類似一般的藝閣；後來因下社角人力較為缺乏，且在整組經費以及各項資源等顧慮下，由後社角的一戶黃姓人家金援下接回辦理，迄今已經已有一百二十多年的歷史。
此外，自1991年起，基於神諭，必須設位奉祀蜈蚣陣的龍頭與鳳尾，另命名為「蜈蚣公」，訂定壽誕日為農曆六月二十五日。
蜈蚣陣成立以來都是以人力扛抬，因為所需的經費十分龐大，所以凡是報名參加蜈蚣陣的神童都需要繳一些費用，尤其是扮最後位置的皇帝，所需要的金額更高。

## 軼事
集和宮初始主祀福德正神，其主要負責鎮守學甲社「水尾」，與新寮普濟宮（位於今台南市新達里）所鎮守的「水頭」相作呼應。
後來廟方又自學甲慈濟宮分靈保生三大帝、四大帝及中壇元帥來襄助鎮守，礙於保生大帝神格高過土地公，因此不得已將主祀神做更迭。

## 攝影集

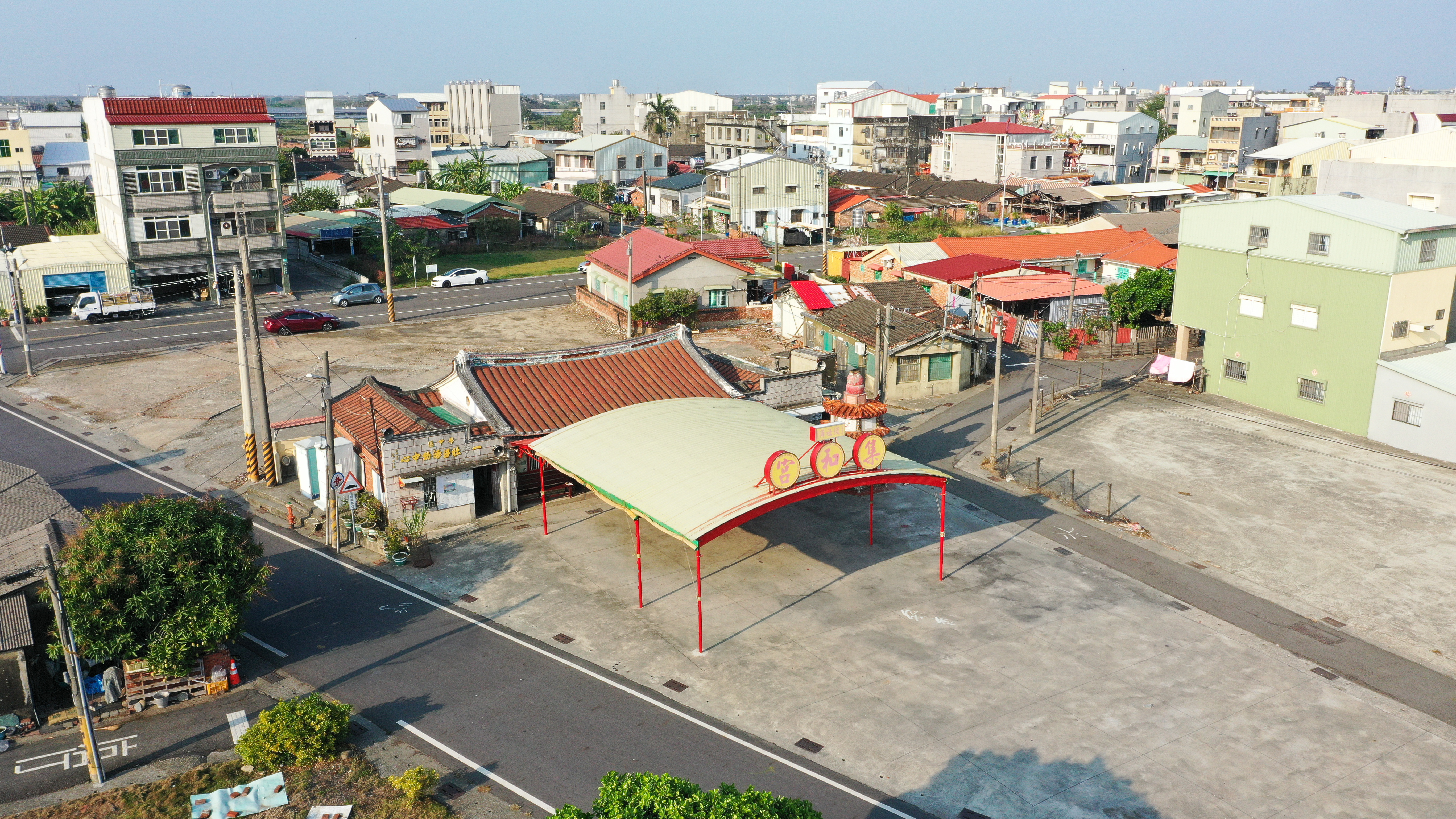
後社角集和宮
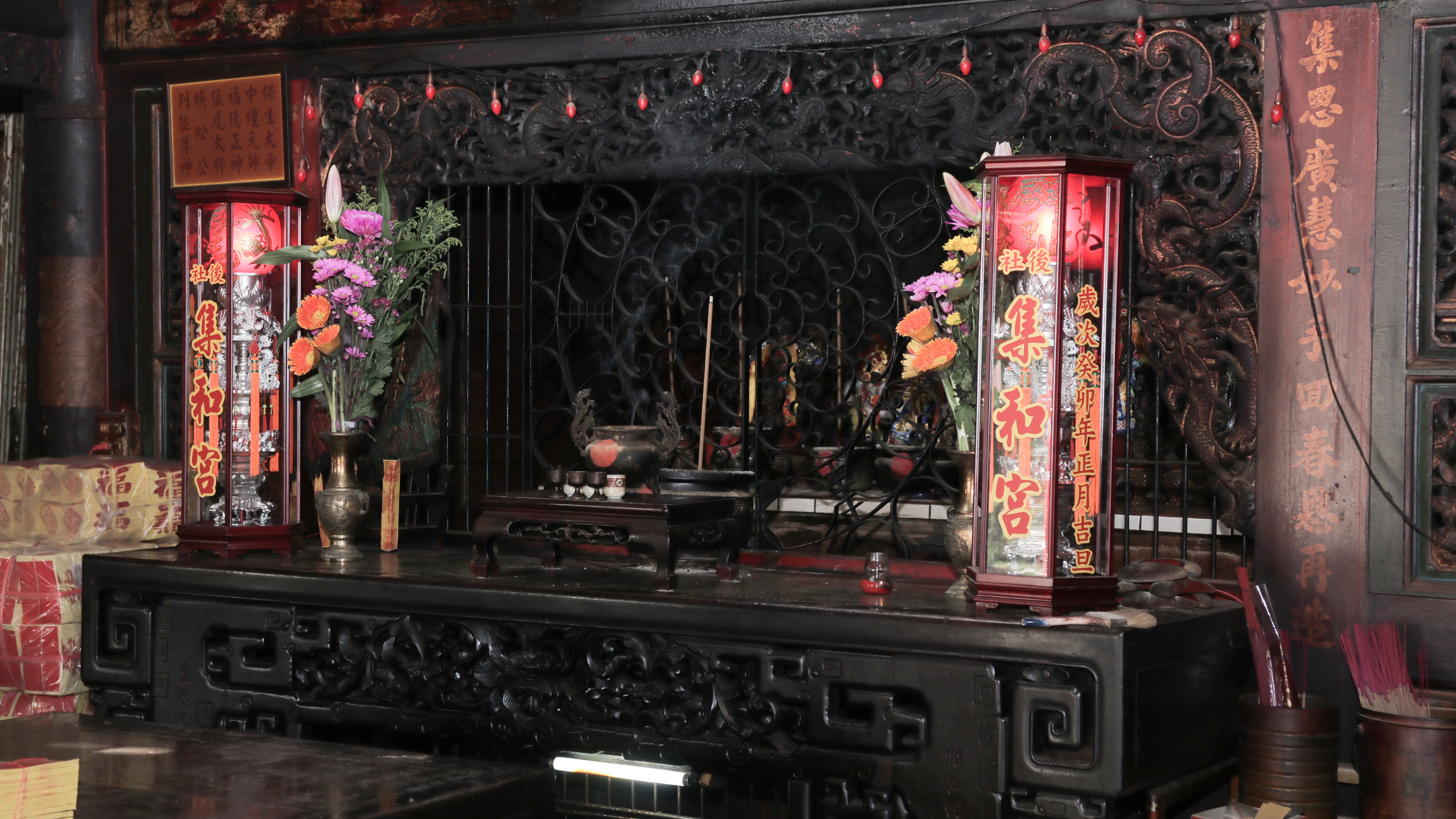
後社角集和宮神龕一景
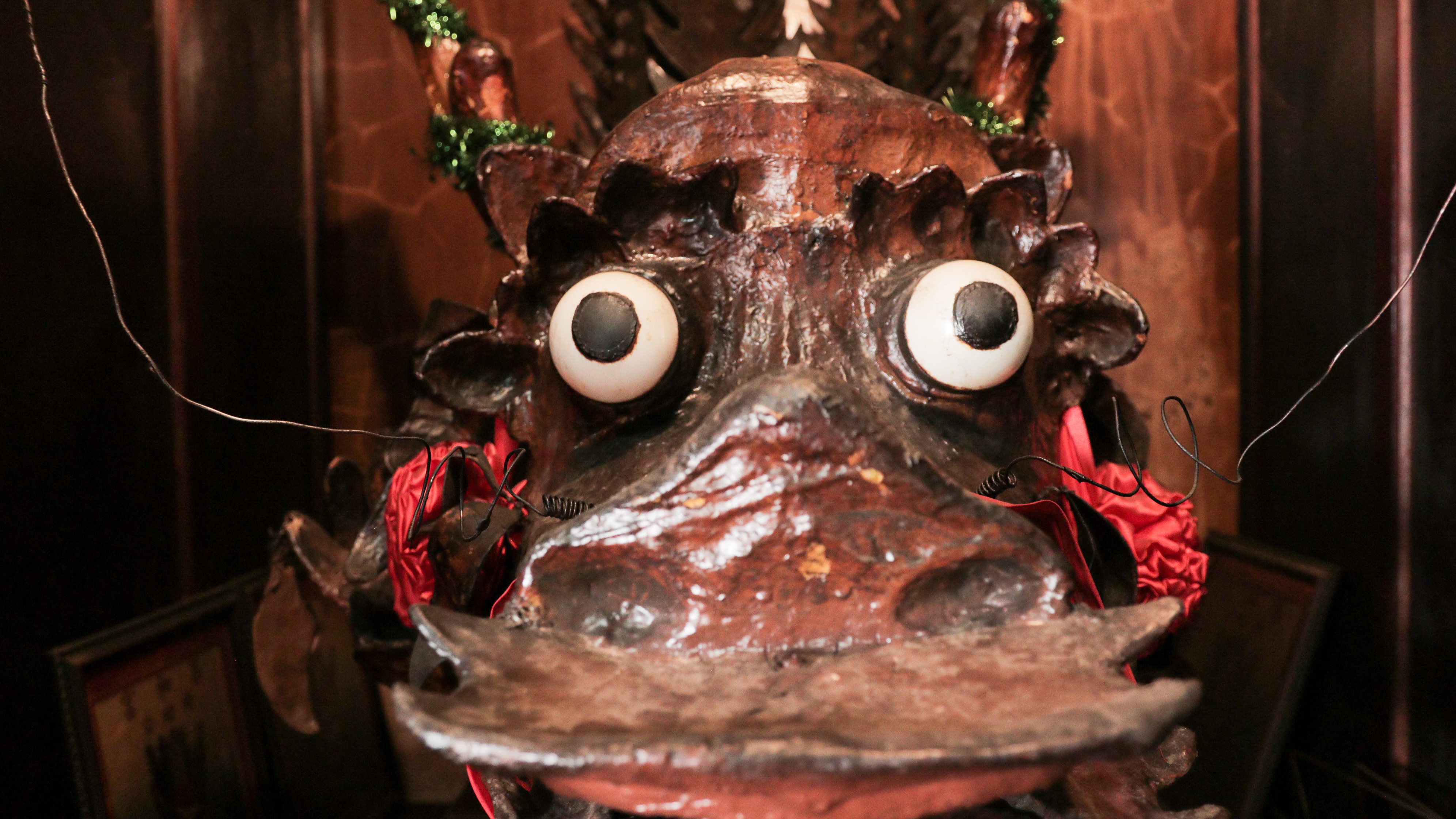
後社角集和宮的蜈蚣公